# 畢雯珺
畢雯珺（英語：Bi Wenjun，1997年11月21日—），出生於中國大陸遼寧省抚顺市，中國男歌手、演員，現為樂華娛樂旗下藝人，NEXT組合成員，曾為悠悠球全國冠軍隊Heaven的隊員。2018年參加愛奇藝偶像男团竞演养成类真人秀节目《偶像練習生》，最終排名第10名。2018年6月21日，以樂華娛樂旗下組合NEXT身份发行首张EP《THE FIRST》出道，在隊內擔任主唱。

## 經歷

### 出道前
2018年1月，以樂華娛樂練習生身份參加愛奇藝選秀節目《偶像练习生》，最終排名第10名。

### 出道後

#### 2018：NEXT出道、《奇妙的食光》
2018年6月21日，隨組合NEXT發行出道EP《THE FIRST》。7月，擔任綜藝節目《奇妙的食光》固定嘉賓。9月13日，出征紐約時裝周受邀亮相MARCJACOBS中國2019春夏大秀，作為該品牌大中華區唯一受邀男藝人。11月，首部影视作品《淑女飘飘拳》在成都四川開機，在劇中飾演太極奇才衛楚。12月7日，随NEXT發行第二张專輯《NEXT TO YOU》，并收錄個人單曲《Goodnight To you》。

#### 2019年：綜藝《少年可期》、發行個人首支单曲《如果》
2019年3月29日，隨組合NEXT出演的專屬综艺《少年可期》於芒果tv播出。4月，出演古装青春励志剧《漂亮書生》，在剧中饰演洞察力超凡、风流倜傥的经商奇才雨乐暄。7月17日，献唱动漫主题曲《Go Anime》。11月8日，以NEXT发行出道专辑《NEXT BEGINS》正式出道。11月21日，发行生日单曲《如果》；26日，发行个人单曲《名为你的摄影集》。12月10日，获得《新浪时尚风格大赏》年度突破艺人。12月，出演古装励志轻喜剧《小女霓裳》中饰演冷面热心、重情重义，百事随缘的欧阳子虞。12月25日，首部影视作品《淑女飘飘拳》在优酷播出，並为该剧演唱主题曲《拳心拳意》。

#### 2020年：網絡劇、發行單曲《欲控》
6月，出演都市爱情剧《孤独的野兽》，在剧中饰演开锁师何初逢。10月，出演都市爱情剧《世界微尘里》，在剧中饰演艾景初。11月21日，发行生日单曲《欲控》。

#### 2021年：發佈單曲《游戈》
1月，出演青春励志新科幻剧《夺梦》，在剧中饰演余皓。5月，出演古装爱情悬疑剧《九霄寒夜暖》，在剧中饰演猉族少主寒狰。10月，出演當代都市剧《墨白》，在剧中饰演韓京墨。11月21日，发行生日单曲《游弋》。

#### 2022年：個人EP、網絡劇、綜藝、電音節
2月，拍攝BazaarV情书，时尚芭莎X孤独的野兽情人节大片。2月，出演《異人之下》。7月，參與綜藝錄製《萌探探探案2》第13期、騰訊小鮮綜《令人心跳的舞台》。8月10日，發行首張個人EP《Bself》。8月13日，參與上海欢乐谷EV电音节。9月，拍攝BazaarV 〝你好交个朋友〞，肯德基X时尚芭莎之K COFFEE 宣傳影片。10月，出演《珠玉在侧》。11月，參與綜藝錄製《朝阳打歌中心》第5、6期。

#### 2023年：電影、綜藝、签唱会、演唱會、網絡劇
2月，拍攝芭莎情人节特别策划，时尚芭莎X九霄寒夜暖 寒系温差芭莎大片。2月，特邀主演《 我才不要和你做朋友呢》。3月，參與綜藝錄製《你好星期六》第56期。参与杭州亚运会官方主题推广曲《从现在 到未来》群星合唱。參與綜藝錄製《聲生不息·寶島季》第8、9期。4月，參與国家体育总局：2023年体育支教志愿服务动员部署会。5月，举行首次个人签唱会。参与中国电影华表奖主题推广曲《光辉》群星合唱。6月，参与2023星耀曲江演唱會。领衔主演漫改奇幻懸疑劇《 时光代理人》，在劇中飾演陸光。7月，参与2023家族演唱会。9月，做為好吃摯友參與綜藝《听说很好吃》節目11期至收官錄製、收官录制公益直播。举行2023巡迴簽唱會南京站。參與第十届丝绸之路国际电影节颁奖晚会。10月，參與大众电影2023大湾区音乐汇。參與《最忆江南烟火色》主题旅游微综艺拍攝。參與横店影视节第九屆文荣奖。11月，入選2023星辰大海青年演员优选计划，並參與星辰大海三天三夜活動。參與《第36屆中國電影金雞獎》紅毯及闭幕式合唱。參與綜藝《超燃美食記》節目第9、10期錄製。舉行2023巡迴簽售會 成都站。參與2023爱奇艺尖叫之夜。12月，特别主演《春花厌》在劇中飾西燕皇子越秦。

#### 2024年：網絡劇、演唱會
1月，參與2024网络视听盛典录制。3月，參與霸王茶姬控糖慢跑计划(上海站)。4月，客串電視劇《愛你》，飾演大明星畢雯珺。领衔主演電視劇《與晉長安》,在劇中飾太子司马扬。6月，參與水縱橫國際超級音樂節。7月，參與爱奇艺IP互动嘉年华直播《与晋长安》采访。8月，參與羅蒙環球樂園明星季 星動一夏第六季。參與2024樂華家族演唱會。

## 音樂作品

### 个人单曲
| 发布日期       | 歌曲名称           | 备注                                      |
| 2019年11月21日 | 《如果》           | 生日單曲 / 網絡劇《我的二分之一男友》插曲 |
| 2019年11月26日 | 《名為你的攝影集》 |                                           |
| 2020年11月21日 | 《欲控》           | 生日單曲                                  |
| 2021年11月21日 | 《游弋》           | 生日單曲                                  |

### 其他單曲
| 发布时间       | 歌曲名称                 | 备注                                  |
| 2018年12月7日  | 《Goodnight To You》     | 收錄於樂華七子NEXT《NEXT TO YOU》專輯 |
| 2019年7月17日  | 《Go anime》             | 动漫主题曲                            |
| 2019年9月1日   | 《拳心拳意》             | 網絡劇《淑女飄飄拳》主題曲            |
| 2022年11月29日 | 《I Wanna be your love》 | 網絡劇《墨白》主題曲                  |
| 2023年9月17日  | 《戒斷反應（深情版）》   | 網絡劇《異人之下》插曲                |
| 2024年6月28日  | 《晚星而遇》             | 網絡劇《珠玉在侧》片头曲              |

### 個人EP
| 專輯名稱           | 發行日期      | 發行公司 | 曲目                                                                                        | 備註         |
| Bself 语言：普通話 | 2022年8月10日 | 樂華娛樂 | 曲目 1. 别问在宅 2. 后排 3. 盛夏入场券 4. 别问在宅 (伴奏) 5. 后排(伴奏) 6. 盛夏入场券(伴奏) | 數位發行日期 |
| Bself 语言：普通話 | 2023年2月11日 | 樂華娛樂 | 曲目 1. 别问在宅 2. 后排 3. 盛夏入场券 4. 别问在宅 (伴奏) 5. 后排(伴奏) 6. 盛夏入场券(伴奏) | 实体發行日期 |

### 合作單曲
| 发布时间      | 歌曲名称 | 合唱藝人 | 备注                     |
| 2024年6月28日 | 《倒影》 | 徐璐     | 網絡劇《珠玉在侧》片尾曲 |

## 影視作品

### 電視劇
| 首播年份 | 剧名       | 角色            | 备注               |
| 2019年   | 淑女飄飄拳 | 衛楚            | 網絡劇             |
| 2020年   | 漂亮书生   | 雨樂暄          | 網路劇             |
| 2021年   | 小女霓裳   | 欧阳子虞        |                    |
| 2021年   | 世界微尘里 | 艾景初          |                    |
| 2022年   | 墨白       | 韓京墨/墨白之間 | 網路劇             |
| 2022年   | 孤独的野兽 | 何初逢          | 網路劇             |
| 2023年   | 九霄寒夜暖 | 寒狰            | 網路劇             |
| 2023年   | 異人之下   | 張靈玉          | 網路劇             |
| 2024年   | 时光代理人 | 陸光            | 網路劇             |
| 2024年   | 珠玉在侧   | 裴沛            | 網路劇             |
| 2024年   | 春花焰     | 越秦            | 網路劇             |
| 2025年   | 爱你       | 大明星          |                    |
| 2025年   | 深情眼     | 李靳屿          |                    |
| 2025年   | 与晋长安   | 苏沐扬          |                    |
| 待播     | 奪夢       | 余皓            | 網路劇，2021年拍攝 |

### 電影
| 上映年份     | 劇名                   | 角色   | 性質     | 备注           |
| 2024年6月8日 | 我才不要和你做朋友呢   | 吳智勛 | 特邀主演 | 奇幻校園愛情類 |
| 待定         | 明天的我与昨天的你约会 | 江南山 | 男主角   | 青春爱情       |

### 固定综艺
| 播出年份 | 播出日期         | 播放平台 | 节目名称           | 集数 | 备注                                                                                 |
| 2018     | 1月19日- 4月6日  | 爱奇艺   | 《偶像練習生》     | 12   | 偶像男团竞演养成类真人秀                                                             |
| 2018     | 9月22日- 12月8日 | 爱奇艺   | 《奇妙的食光》     | 12   | 大廠男孩經營史上最高顏值餐廳，畢雯珺担任颜值超高的咖啡师，饮品获得好评，可乐鸡翅热销 |
| 2019     | 3月29日- 6月28日 | 芒果TV   | 《少年可期》       | 13   | 与乐华七子NEXT成员                                                                   |
| 2019     | 10月29日         | 腾讯视频 | 《口红王子》       | 5    | 偶像剧式时尚综艺节目                                                                 |
| 2022     | 8月10日          | 腾讯视频 | 《令人心跳的舞台》 | 15   | 音乐竞演综艺节目                                                                     |

## 個人音樂舞台

### 演唱會
| 日期          | 演唱會名称                | 地點         | 表演曲目                                                     |
| 2022年8月13日 | 上海欢乐谷ev电音节        | 上海欢乐谷   | 表演曲目 1. 名為你的攝影集 2. 游戈 3. 别问在宅 4. 盛夏入场券 |
| 2024年8月3日  | 星动一夏第六季 毕雯珺专场 | 罗蒙环球乐园 | 表演曲目 1. 盛夏入场券 2. 别问在宅 3. 如果雨之后 4. 天天     |

### 專輯簽唱會
| 年份           | 日期    | 專輯名稱  | 城市 | 舉行地點                             | 表演曲目 |
| 首次个人签唱会 |         |           |      |                                      | |
| 2023           | 5月27日 | 《Bself》 | 重庆 | 蜚声Livehouse                        | 表演曲目 1. 盛夏入场券 2. 别问在宅 3. 星星眼（cover 余佳運） 4. 后排 5. 如果 6. 名為你的攝影集 7. 夏夜最後的煙火（cover 顏人中） 8. Goodnight To You |
| 2023           | 9月22日 | 《Bself》 | 南京 | 江蘇省五台山體育中心雙沟珍寶坊體育館 | 表演曲目 1. Goodnight To You 2. 别问在宅 3. 后排 4. 名為你的攝影集 5. 如果 6. 盛夏入场券 7. 游弋 8. 欲控 9. 星星眼（cover 余佳運） 10. 拳心拳意      |

## 演唱會、音樂會、盛典晚會

### 演唱會
| 日期          | 演唱會名称           | 地點                              | 表演曲目                                                            |
| 2023年6月10日 | 2023星耀曲江演唱会   | 曲江竞技中心                      | 表演曲目 1. 盛夏入場券 2. 后排 3. 別問在宅                          |
| 2024年6月1日  | 水纵横国际超级音乐节 | 中國昆明七彩云南欢乐世界1号停车场 | 表演曲目 1. 盛夏入场券 2. 别问在宅 3. 戒断反应 4. Good night to you |

### 音樂會
| 日期           | 活動名称                 | 地點                | 表演曲目                                         |
| 2023年10月21日 | 大眾電影2023大灣區音樂匯 | 澳門銀河™銀河綜藝館 | 表演曲目 1. 让我们荡起双桨 2. 我的中国心（合唱） |

### 盛典晚會
| 日期          | 活動名称                         | 播出平臺        | 表演曲目                                   |
| 2023年9月27日 | 第十屆絲綢之路國際電影節頒獎晚會 | CCTV6及全网直播 | 表演曲目 1. 福佑福州（合唱）               |
| 2023年11月4日 | 第36届中国电影金鸡奖             | 1905電影網      | 表演曲目 1. 记住这个画面（合唱）           |
| 2024年2月3日  | 2024網絡視聽盛典                 | 全网多平台直播  | 表演曲目 1. 歌曲串燒《劇好聽的歌》（合唱） |

### 家族演唱會
| 日期                 | 地點                   | 表演曲目                                                                    | 備註          |
| 樂華十周年家族演唱會 |                        |                                                                             |               |
| 2019年6月2日         | 澳門威尼斯人金光綜藝館 | 表演曲目 1. Wait A Minute（NEXT） 2. Attention（NEXT） 3. Blah-Blah（NEXT） | 團體演唱      |
| 樂華12周年家族演唱會 |                        |                                                                             |               |
| 2021年7月17日        | 蘇州奧體中心體育館     | 表演曲目 1. WYTB（NEXT） 2. My Love（NEXT） 3. 名為你的攝影集               | 團體+個人演唱 |
| 樂華14周年家族演唱會 |                        |                                                                             |               |
| 2023年7月22日        | 澳門銀河™銀河綜藝館    | 表演曲目 1. 盛夏入場券 2. 別問在宅                                          | 個人演唱      |
| 樂華15周年家族演唱會 |                        |                                                                             |               |
| 2024年8月24日        | 上海虹口足球场         | 表演曲目 1. 盛夏入場券                                                      | 個人演唱      |

## 获奖记录
| 頒發年份       | 頒發典禮                 | 獎項名稱               | 結果 |
| 2018年8月19日  | 粉絲嘉年華               | 宇宙第一偷心贼         | 獲獎 |
| 2019年10月17日 | 福布斯中國30歲以下精英榜 | 福布斯中國30歲以下精英 | 獲獎 |
| 2019年12月10日 | 新浪時尚風格大賞         | 年度突破藝人           | 獲獎 |
| 2021年1月7日   | 精品風格雲盛典           | 最具潛力演員           | 獲獎 |
| 2021年1月15日  | 時尚旅遊星公益盛典       | 年度人氣榜樣           | 獲獎 |
| 2021年12月28日 | 鳳凰網時尚之選           | 年度魅力演员           | 獲獎 |
| 2022年6月28日  | 金骨朵网络影视盛典       | 年度飛躍男演员         | 獲獎 |
| 2023年10月27日 | 橫店影視節 第九屆文榮獎  | 十佳青年演員           | 獲獎 |
| 2023年11月25日 | 2023爱奇艺尖叫之夜       | 年度进取演员           | 獲獎 |